# 真姓
真姓是一個汉姓，郡望為上谷郡、天水郡。

## 起源
- 夏禹的輔臣「真窺」的後裔。
- 慎姓後裔因避諱改為真姓。《五雜組》說宋朝大臣真德秀，本姓慎，因宋孝宗趙眘（音「慎」），為了避諱，改為真姓。
- 百濟有真姓，後成為朝鮮族姓氏，部份遷徙入華。

## 延伸阅读
[在维基数据编辑]
 《欽定古今圖書集成·明倫彙編·氏族典·真姓部》，出自陈梦雷《古今圖書集成》